# Philophylla ravida
Philophylla ravida är en tvåvingeart som först beskrevs av Hardy 1973.  Philophylla ravida ingår i släktet Philophylla och familjen borrflugor. Inga underarter finns listade i Catalogue of Life.